# Berbera
Berbera este un oraș din Somaliland.

## Clima
| Date climatice pentru Berbera | Date climatice pentru Berbera | Date climatice pentru Berbera | Date climatice pentru Berbera | Date climatice pentru Berbera | Date climatice pentru Berbera | Date climatice pentru Berbera | Date climatice pentru Berbera | Date climatice pentru Berbera | Date climatice pentru Berbera | Date climatice pentru Berbera | Date climatice pentru Berbera | Date climatice pentru Berbera | Date climatice pentru Berbera |
| Luna                          | Ian                           | Feb                           | Mar                           | Apr                           | Mai                           | Iun                           | Iul                           | Aug                           | Sep                           | Oct                           | Nov                           | Dec                           | Anual                         |
| ----------------------------- | ----------------------------- | ----------------------------- | ----------------------------- | ----------------------------- | ----------------------------- | ----------------------------- | ----------------------------- | ----------------------------- | ----------------------------- | ----------------------------- | ----------------------------- | ----------------------------- | ----------------------------- |
| Maxima medie °C (°F)          | 29 (84)                       | 29 (84)                       | 30 (86)                       | 32 (90)                       | 36 (97)                       | 42 (108)                      | 42 (108)                      | 41 (106)                      | 39 (102)                      | 33 (91)                       | 31 (88)                       | 29 (84)                       | 34,4 (94)                     |
| Minima medie °C (°F)          | 20 (68)                       | 22 (72)                       | 23 (73)                       | 25 (77)                       | 27 (81)                       | 30 (86)                       | 31 (88)                       | 31 (88)                       | 29 (84)                       | 24 (75)                       | 22 (72)                       | 20 (68)                       | 25 (77,6)                     |
| Precipitații mm (inches)      | 8 (0.31)                      | 3 (0.12)                      | 5 (0.2)                       | 13 (0.51)                     | 8 (0.31)                      | 0 (0)                         | 0 (0)                         | 3 (0.12)                      | 0 (0)                         | 3 (0.12)                      | 5 (0.2)                       | 5 (0.2)                       | 53 (2,09)                     |
| Nr. de zile cu precipitații   | 1                             | 1                             | 1                             | 1                             | 1                             | 0                             | 0                             | 1                             | 0                             | 0                             | 0                             | 0                             | 6                             |
| Sursă: BBC News Weather       |                               |                               |                               |                               |                               |                               |                               |                               |                               |                               |                               |                               |                               |